# Donje Žapsko
Donje Žapsko (cyr. Доње Жапско) – wieś w Serbii, w okręgu pczyńskim, w mieście Vranje. W 2011 roku liczyła 339 mieszkańców.